# Takarazuka
Takarazuka (jap. 宝塚市 Takarazuka-shi) – miasto w Japonii, na wyspie Honsiu (Honshū), w prefekturze Hyōgo, nad rzeką Muko.

## Położenie
Takarazuka leży w południowo-wschodniej części prefektury. Przez miasto przepływa rzeka Muko. Graniczy z miastami: Kobe, Sanda, Inagawa, Itami, Kawanishi i Nishinomiya.
Miasto słynie z teatru rewiowego Takarazuka Revue, gorących źródeł oraz Takarazuka Tourism Fireworks Display odbywającego się od 1913 roku.

## Miasta partnerskie
- Austria: IX dzielnica Wiednia
- Stany Zjednoczone: Augusta